# Maria Krüger
Maria Krüger est une écrivaine, économiste et journaliste polonaise née le 6 septembre 1904 à Varsovie et morte le 13 août 1999 dans cette même ville.

## Biographie

### Enfance et études
Ses parents sont Edmund Krüger et Aniela Paulina (née Dobosiewicz). Sa sœur est Halina Bielińska. Elle est diplômée de la faculté des sciences humaines de l'université de Varsovie et de l'académie des sciences politiques de Varsovie.

### Carrière
Elle travaille comme économiste jusqu'à ses débuts dans Płomyczek (pl). Elle écrit également écrit pour les magazines : Dziatwa, Słonko et Poranek avant la guerre, puis Świerszczyk (pl) et Płomyk (pl).
Pendant l'occupation, elle collabore avec le groupe Epoka. Elle participe à l'insurrection de Varsovie.
Son livre pour la jeunesse le plus connu est le roman Godzina pąsowej róży (1960), qui a été adapté au cinéma et à la radio. Le film a fait sensation auprès des adolescents de l'époque, notamment parce qu'il mettait en scène les célébrités du cinéma polonais Elżbieta Czyżewska, Lucyna Winnicka et Barbara Ludwiżanka. Lors du XVe Festival international du film pour les enfants et les jeunes à Venise, le film reçoit le Lion d'or.

### Mort
Elle meurt à Varsovie et est inhumée avec ses parents et sa sœur au cimetière de Powązki (section 17-6-28).

## Récompenses et distinctions
- 1955 : Médaille du 10e anniversaire de la république populaire de Pologne[7]